# Jinan-Zwischenfall
Der Jinan-Zwischenfall, auch Tsinan-Zwischenfall genannt, war ein bewaffneter Konflikt am 3. Mai 1928 zwischen den Truppen der chinesischen Zentralregierung unter Chiang Kai-shek, dem Kaiserlich Japanischen Heer und der Kuomintang-Truppen in Jinan (jap. Sainan), der Hauptstadt der chinesischen Provinz Shandong. Er ereignete sich während der als Fortsetzung des Nordfeldzugs angelegten chinesischen Offensive zur Ausweitung der Kontrolle auf Gebiete, die Japan besetzt hielt, um seine Interessen in China zu wahren. Japan entsandte daraufhin Truppen, um wiederum seine Bürger und seine Interessen zu schützen.
In Jinan trafen sich die Truppen des japanischen Heeres und der Kuomintang, wobei es zu mehreren Scharmützeln kam.
Zehn Monate später wurden nach Verhandlungen zwischen China und Japan alle Truppen beider Parteien zurückgezogen.
| Jinan-Zwischenfall | Jinan-Zwischenfall       |
| Chinesischer Name  | Chinesischer Name        |
| ------------------ | ------------------------ |
| Kurzzeichen        | 五三惨案                 |
| Langzeichen        | 五三慘案                 |
| Pinyin             | wŭ sān cǎnàn             |
| Übersetzung        | Massaker vom dritten Mai |
| Japanischer Name   |                          |
| Kanji              | 済南事件                 |
| Hepburn            | Sainan jiken             |
| Übersetzung        | Sainan-Zwischenfall      |